# Kamenín
Kamenín (bis 1948 slowakisch „Kamendín“; ungarisch Kéménd) ist eine Gemeinde im Westen der Slowakei mit 1438 Einwohnern (Stand 31. Dezember 2024), die zum Okres Nové Zámky, einem Kreis des Nitriansky kraj, gehört.

## Geographie

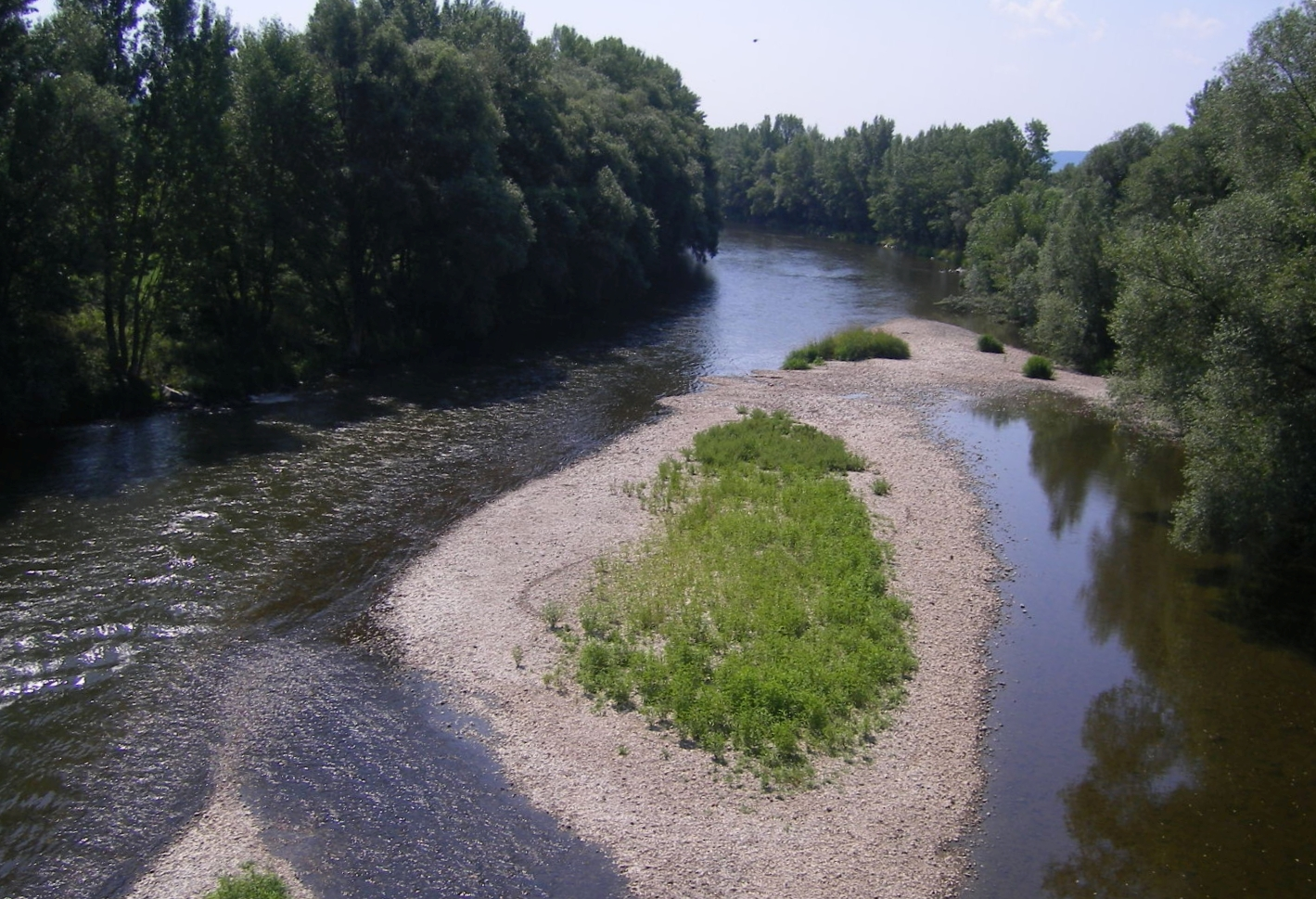
Der Hron bei Kamenín

Die Gemeinde befindet sich im südöstlichen Teil des slowakischen Donautieflands, innerhalb dessen Untereinheit Ipeľská pahorkatina am Unterlauf des Hron. Das bebaute Ortsgebiet erstreckt sich am rechten Flussufer, während die höher gelegenen Teile durch Lössböden am Hang der Pohronská pahorkatina bedeckt sind. Jenseits des Flusses findet man bewaldete Rücken der Ipeľská pahorkatina, die Höhen bis 267 m n.m. erreichen. Das Ortszentrum liegt auf einer Höhe von 126 m n.m. und ist 15 Kilometer von Štúrovo, 43 Kilometer von Levice sowie 47 Kilometer von Nové Zámky entfernt.
Nachbargemeinden sind Bíňa im Norden, Pavlová im Nordosten, Salka im Osten, Kamenica nad Hronom und Malá nad Hronom im Südosten, Kamenný Most im Süden, Ľubá im Südwesten sowie Bruty im Westen und Nordwesten.

## Geschichte

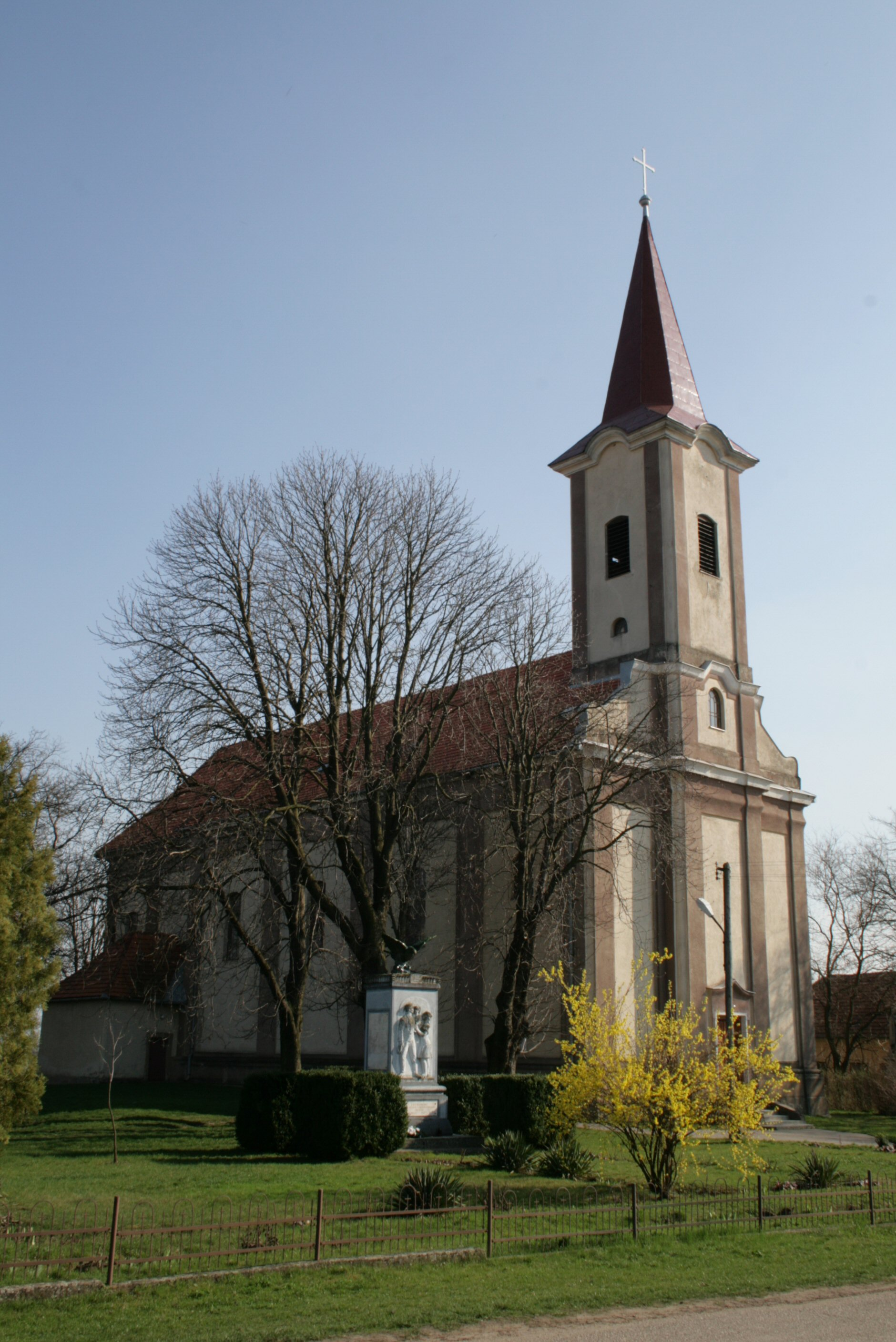
Kirche Aufnahme des Herrn

Kamenín ist ein alter Siedlungsplatz, mit Funden aus der Altsteinzeit, weiter Überresten einer Siedlung der Lengyel-Kultur aus der Jungsteinzeit, Siedlungen der Maďarovce- und Otomány-Kulturen der Bronzezeit, einem Bronzefund aus der Jungbronzezeit und einer rituellen Grabstätte aus der Latènezeit. In unserer Zeitrechnung gab es mehrere Siedlungen, zuletzt eine slawische in der Zeit des Großmährischen Reichs.
Der heutige Ort wurde zum ersten Mal 1183 als Camend schriftlich erwähnt und gehörte damals zu einem Teil dem Graner Kapitel, zum anderen Teil dem Geschlecht Hont-Pázmány. Der zweitgenannte Teil ging 1219 beziehungsweise 1273 in den Besitz des Prämonstratenser-Ordens mit Sitz im benachbarten Bíňa über. In der Zeit der Türkenkriege lag Kamenín von 1543 bis 1683 am Rande des Osmanischen Reichs, dort im Sandschak Estergon. 1560 wurde der Ort durch osmanische Truppen verwüstet. 1699 wohnten hier 200 Einwohner, 1715 gab es 61 Haushalte und eine Mühle. 1787 hatte die Ortschaft 151 Häuser und 884 Einwohner, 1828 zählte man 173 Häuser und 1039 Einwohner, die als Landwirte und Winzer beschäftigt waren.
Bis 1918/1919 gehörte der im Komitat Gran liegende Ort zum Königreich Ungarn und kam danach zur Tschechoslowakei beziehungsweise heute Slowakei. Auf Grund des Ersten Wiener Schiedsspruchs lag er 1938–1945 noch einmal in Ungarn. 1947 wurden nach den Beneš-Dekreten 120 ungarische Familien in den tschechischen Teil der Tschechoslowakei abgeschoben, 117 von ihnen kehrten aber schon im Oktober 1948 zurück.

## Bevölkerung
| Jahr                | 1994 | 2004    | 2014    | 2024    |
| ------------------- | ---- | ------- | ------- | ------- |
| Anzahl der Personen | 1540 | 1502    | 1487    | 1438    |
| Unterschied         |      | −2,46 % | −0,99 % | −3,29 % |

| Jahr                | 2023 | 2024    |
| ------------------- | ---- | ------- |
| Anzahl der Personen | 1450 | 1438    |
| Unterschied         |      | −0,82 % |

Nach der Volkszählung 2011 wohnten in Kamenín 1523 Einwohner, davon 1179 Magyaren, 250 Slowaken, 29 Roma und 13 Tschechen. Ein Einwohner gab eine andere Ethnie an und 51 Einwohner machten keine Angabe zur Ethnie.
1232 Einwohner bekannten sich zur römisch-katholischen Kirche, 22 Einwohner zur reformierten Kirche, sieben Einwohner zu den Zeugen Jehovas, jeweils zwei Einwohner zur orthodoxen Kirche und zur tschechoslowakischen hussitischen Kirche sowie jeweils ein Einwohner zur Bahai-Religion und zur Evangelischen Kirche A. B.; drei Einwohner bekannten sich zu einer anderen Konfession. 63 Einwohner waren konfessionslos und bei 190 Einwohnern wurde die Konfession nicht ermittelt.

## Bauwerke und Denkmäler

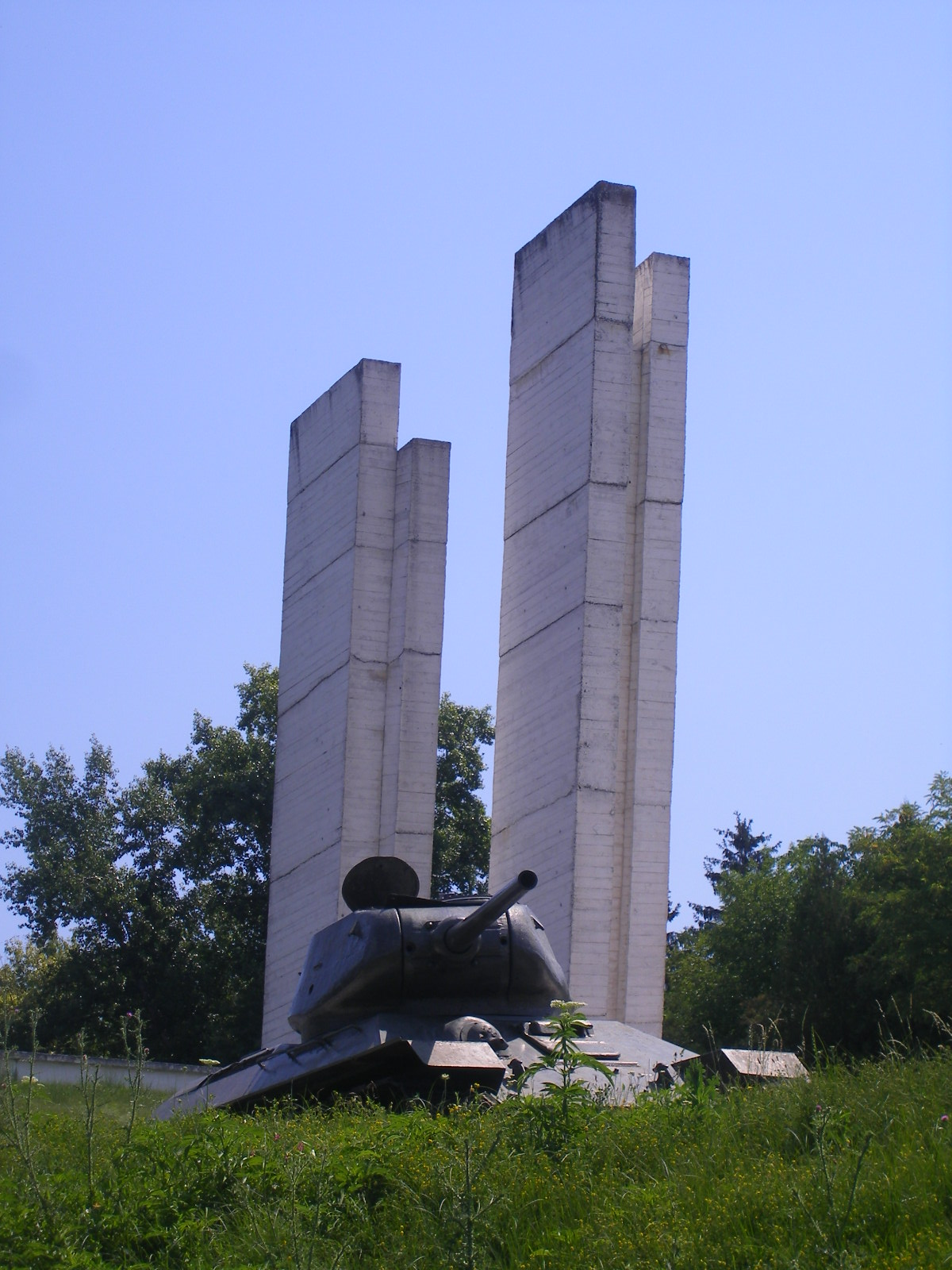
Denkmal an den Zweiten Weltkrieg

- römisch-katholische Kirche Aufnahme des Herrn im spätbarocken Stil aus dem zweiten Drittel des 18. Jahrhunderts. Die Kirche wurde gegen Ende des Zweiten Weltkriegs schwer beschädigt, danach aber erneuert
- Statue der Jungfrau Maria aus dem Jahr 1883
- Denkmal an den Zweiten Weltkrieg am linken Ufer des Hron mit einem Panzer Typ T-34
- Denkmal an den Ungarischen Unabhängigkeitskrieg 1848–49

## Verkehr
Durch Kamenín passiert die Bahnstrecke Štúrovo–Levice, mit einem Bahnhof im Ortsgebiet, ebenso die Straße 1. Ordnung 76 zwischen Štúrovo und Hronský Beňadik.